# 213 f.Kr.

## Händelser

### Efter plats

#### Seleukiderriket
- I allians med Attalos I av Pergamon lyckas Antiochos III slutligen infånga den upproriske kung Achaios av Anatolien i dennes huvudstad Sardis, efter två års belägring av staden. Antiochos låter då avrätta Achaios.

#### Romerska republiken
- Casilinum och Arpi blir av romarna återerövrade från Hannibal.

#### Sicilien
- Archimdes krigsmaskiner slår tillbaka den romerska armé, som invaderar Syrakusa.

#### Kina
- Kejsar Qin Shi Huang beordrar att alla konfucianska skrifter skall förstöras.

## Avlidna
- Aratos från Sikyon, grekisk statsman, general och förespråkare för grekisk enighet, som, under många år, har varit ledare för det achaiska förbundet (född 271 f.Kr.)
- Achaios, seleukidisk general och senare separatisthärskare över större delen av Anatolien till dess att han blir besegrad och avrättad av seleukiderkungen Antiochos III